# Pete Townshend
Peter Dennis Blandford Townshend, detto Pete (Londra, 19 maggio 1945), è un chitarrista, compositore e cantante britannico, noto principalmente per essere il leader e chitarrista dello storico gruppo rock The Who.
Polistrumentista, seconda voce e compositore del noto complesso The Who, nel corso della propria carriera, sviluppatasi nell'arco di oltre 50 anni, ha contribuito a rendere il gruppo una delle più influenti e importanti rock band del XX secolo. Per il gruppo ha composto oltre 100 canzoni, oltre a numerosi brani come solista. Malgrado sia conosciuto per lo più come chitarrista, suona anche tastiera, fisarmonica, ukulele, mandolino, violino, sintetizzatore, basso e batteria.
Figura al cinquantesimo posto della classifica dei 100 migliori chitarristi secondo la rivista Rolling Stone. Nel 1983 ha ricevuto il Brit Award alla carriera e nel 1990 è stato inserito nella Rock and Roll Hall of Fame come membro degli Who; nel 2001 ha ricevuto il Grammy Award alla carriera come componente degli Who; nel 2008 è stato insignito del Premio Kennedy. Con Roger Daltrey ha ricevuto il Premio Ira Gershwin alla carriera musicale all'Università della California, Los Angeles il 21 maggio 2016.

## Biografia

### Infanzia e prime esperienze musicali (1945 - 1964)

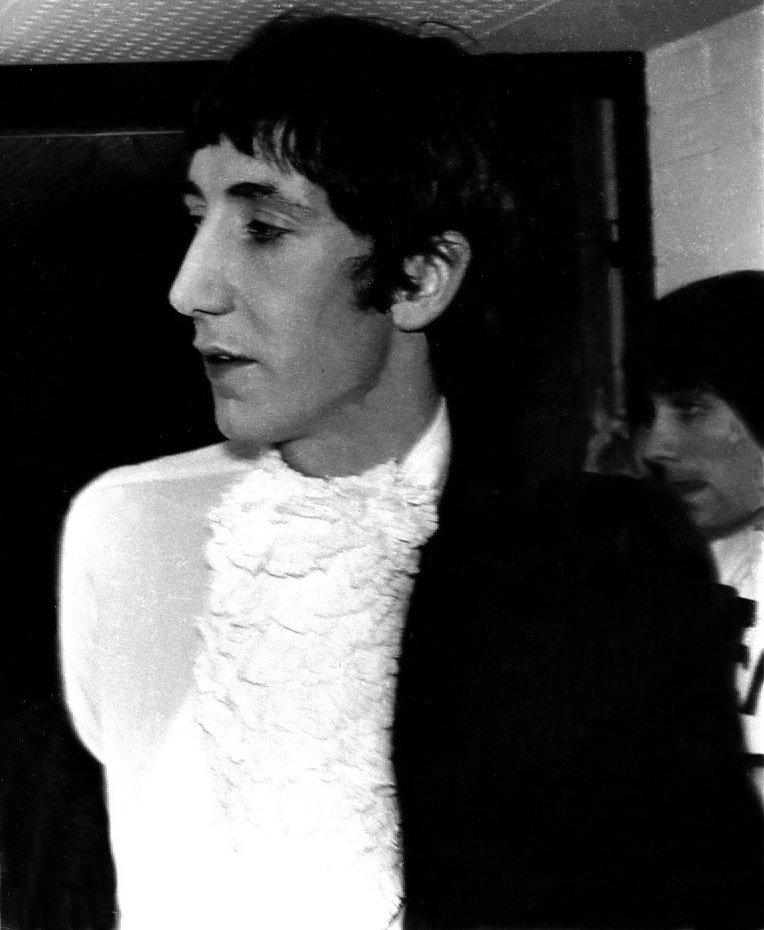
Townshend (con Moon a destra) prima di un concerto a Ludwigshafen, Germania Ovest nel 1967

Pete Townshend nasce in una famiglia di musicisti a Chiswick, West London, il 19 maggio 1945. Suo padre Cliff suonava il sax tenore negli Squadronaires, banda della RAF, e sua madre Betty Dennis era una cantante professionista. Una zia lo incoraggiò a prendere lezioni di piano, ma dopo aver visto il film Rock Around the Clock nel 1956 restò affascinato dal rock'n'roll, interesse in cui venne sostenuto dai genitori.
Dopo avere imparato i primi accordi alla chitarra il suo primo "vero" strumento fu un banjo, che suonava nei Confederates, la band traditional jazz della scuola. Nel gruppo, alla tromba, vi era anche John Entwistle e dopo che questi iniziò a suonare il basso i due entrarono in un altro complesso della scuola, The Scorpions, con Townshend alla chitarra. Lui ed Entwistle frequentavano entrambi la Acton County School, assieme anche a Roger Daltrey, di un anno più grande, che aveva una sua band chiamata The Detours. Roger chiese a John di entrare a far parte della band e nell'arco di sei mesi circa il nucleo originario dei The Who era fatto, dopo che John riuscì a persuadere Roger riguardo all'ingresso di Townshend nel gruppo.
Nel frattempo Townshend era entrato all'Ealing Art College, dove ebbe l'occasione di nutrire il suo spirito con una dieta a base di performance art e blues, entrambe forti influenze; inoltre i Detours cominciano ad allargare il proprio campo passando al circuito dei pub londinesi. Con l'arrivo del batterista Keith Moon nel 1964 e dei manager Kit Lambert e Chris Stamp, The Who erano finalmente sulla carreggiata, con Townshend che assunse il ruolo di leader e principale portavoce.

### The Who (1965 - oggi)

#### Formazione del gruppo, primi anni e gli anni settanta (1965 - 1982)
Presto Townshend si trovò dinnanzi al boom musicale britannico degli anni sessanta. In qualità di chitarrista e compositore del gruppo divenne la forza trainante di una delle creature più potenti, innovative e articolate del panorama rock. Dai primi classici singoli di tre minuti come I Can't Explain, Substitute e My Generation, passando successivamente per le grandi opere rock quali Tommy, Lifehouse e Quadrophenia, Townshend si guadagnò il titolo di uno dei più grandi musicisti e compositori in campo rock.

### Stile chitarristico
Townshend spese tutti gli anni sessanta e gran parte dei settanta concentrando le sue forze creative sugli Who. In concerto divenne famoso come il chitarrista più teatrale della sua generazione (e di quelle future), vagando per il palco, saltando e roteando il braccio nel suonare accordi con il windmill ("mulinello"), suo marchio di fabbrica. Sviluppò un proprio stile chitarristico, alternando parti ritmiche e soliste, spaziando da violente pennate di accordi ed energici power chord a delicati arpeggi e scale cromatiche. Al culmine degli spettacoli il colpo di grazia: la rituale distruzione della chitarra. In seguito Townshend svelerà il motivo insito per cui aveva deciso di spaccare la chitarra: «Distruggo la mia chitarra sull'altoparlante perché è di grande effetto visivo. È molto artistico. Si ottiene un suono tremendo e l'effetto è grandioso…». L'ispirazione a fare dello strumento un oggetto da distruggere arrivava direttamente dalla corrente artistica più in voga in quel momento, la Pop Art.

### Uso di droghe

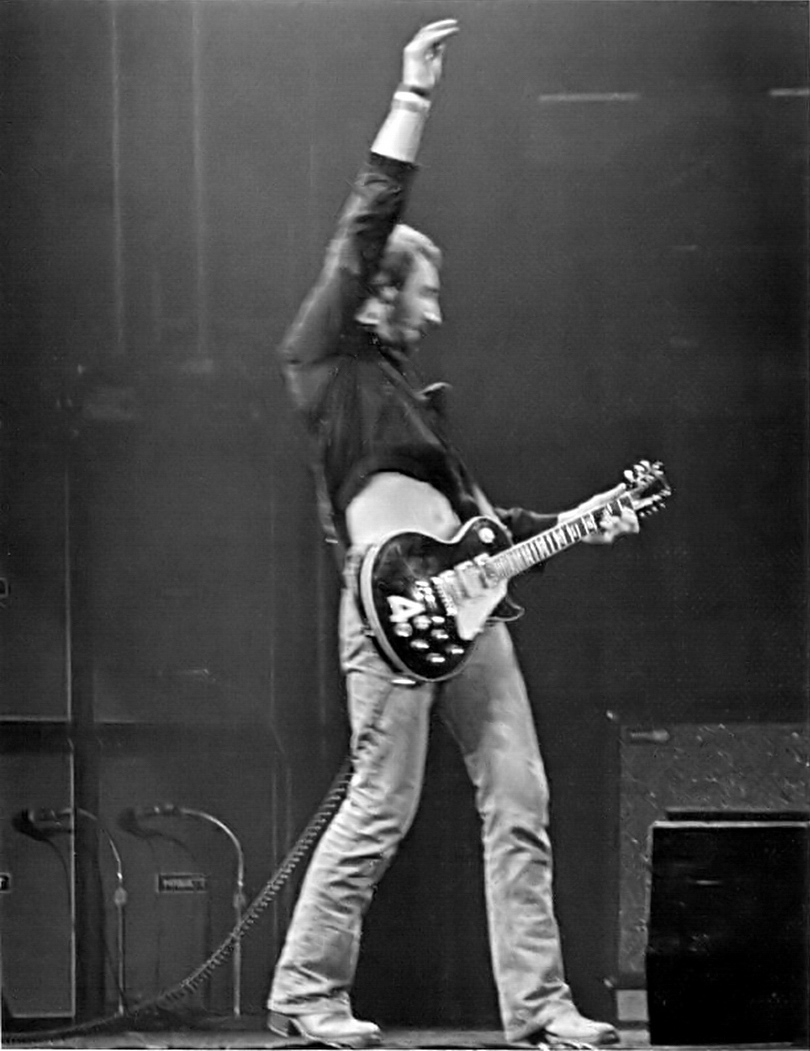
Al Maple Leaf Gardens di Toronto, ottobre 1976

Pete Townshend ebbe una brutta esperienza con l'LSD mentre era in viaggio in aereo. Inoltre negli anni settanta-ottanta ebbe problemi di alcolismo e di eroina.

### La carriera solista (1982 - 1985, 1986 - 1988, 1989 - 1996)
Nel 1967 divenne un seguace del santone indiano "Meher Baba", ispiratore di tre devoti album di privata circolazione. Ciò lo portò alla pubblicazione di Who Came First, nel 1972, il primo di una serie di album solisti, seguito nel '77 da Rough Mix, frutto della collaborazione con un altro devoto di Meher Baba, il bassista degli Small Faces Ronnie Lane, Empty Glass (1980), All The Best Cowboys Have Chinese Eyes (1982), White City: A Novel (1985), The Iron Man (1988, adattamento di una storia per bambini di Ted Hughes), e Psychoderelict (1993). Nel 1984, con gli Who momentaneamente sciolti, guidò un supergruppo chiamato Deep End (tra gli altri vi era alla chitarra David Gilmour dei Pink Floyd), con i quali pubblicò un live nel 1986; inoltre pubblicò una serie di album con il nome di Scoop che raccoglievano demo, materiale solista e vari altri progetti non completati.
A tempi alterni durante gli anni '90 girò con una band di supporto per il Nord America, inizialmente promuovendo Psychoderelict, e poi sia materiale solista che classici degli Who. Molti di questi show, assieme con qualche occasionale apparizione nel Regno Unito, venivano fatti per beneficenza.

### Il ritorno con gli Who (1989 - 1990)

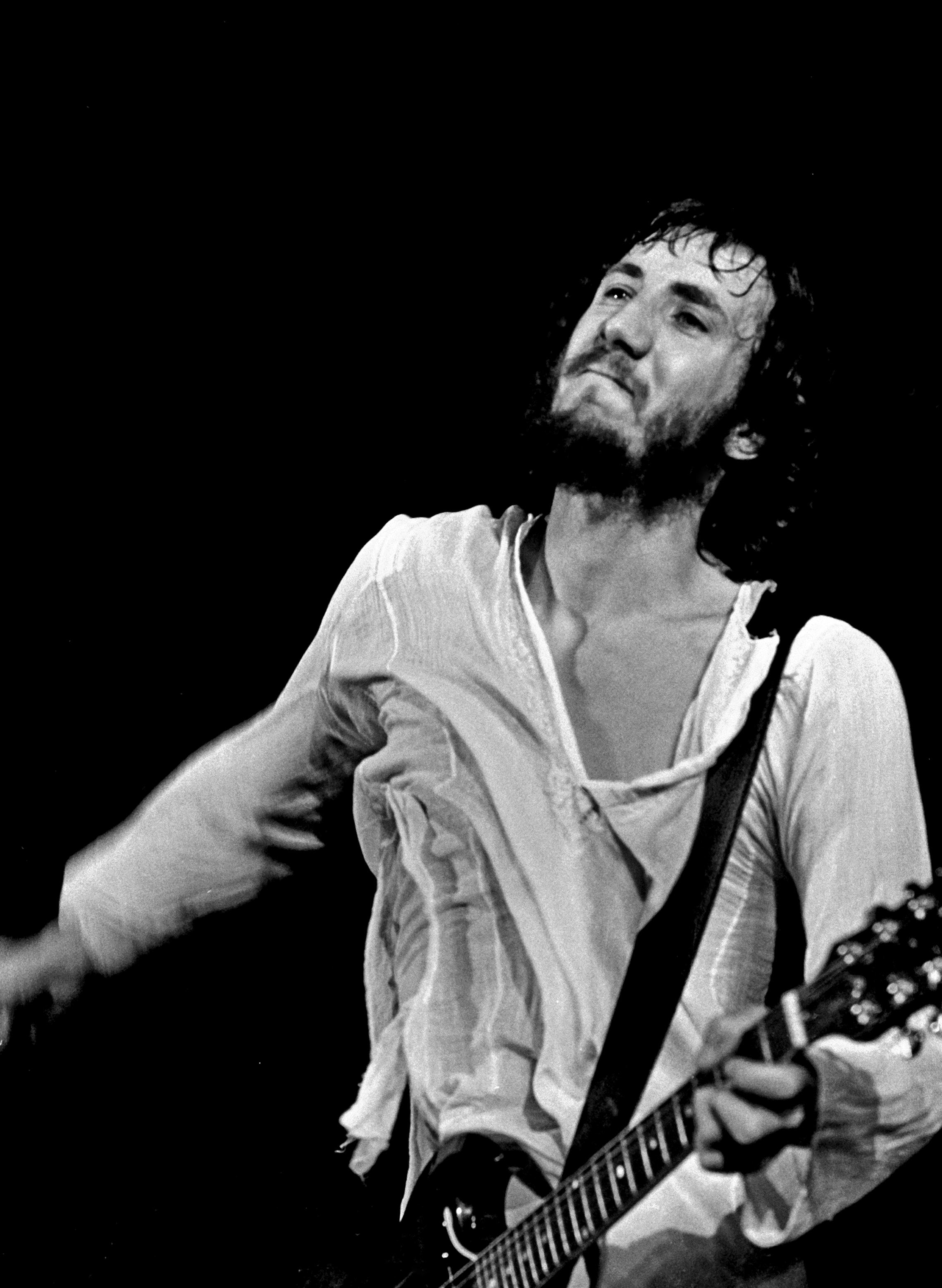
Townshend nel 1972

Torna con i vecchi compagni nel 1989, portando Tommy in tutto il mondo per festeggiare il 25º anniversario del gruppo; tocca poi a Quadrophenia nel 1996/'97. Altri tour con gli Who nel 1999, 2000 e 2002 (adesso senza Entwistle, morto alla vigilia della tranche statunitense del tour), e poi ancora nel 2004, che vede l'arrivo di due nuovi pezzi poi pubblicati nella raccolta The Who: Then and Now, Real Good Looking Boy e Old Red Wine.

#### Anni recenti
Negli ultimi anni Townshend ha partecipato a una serie di tour con i membri superstiti del gruppo, nonostante la morte, nel 2002, di Entwistle.
A febbraio del 2006 è stato annunciato un importante tour mondiale per promuovere il loro primo album dal 1982, Endless Wire.
Il 7 febbraio 2010 si è esibito insieme a Daltrey allo show dell'intervallo del XLIV Super Bowl, eseguendo Pinball Wizard, Who Are You, Baba O'Riley, See Me Feel Me e Won't Get Fooled Again.
Nel 2012 inizia la tournée europea degli Who, suonando l'opera rock Quadrophenia e altri classici della band.
Ha suonato alla cerimonia finale della XXX Olimpiade a Londra.

## Altre attività

### Letteratura, Internet, beneficenza

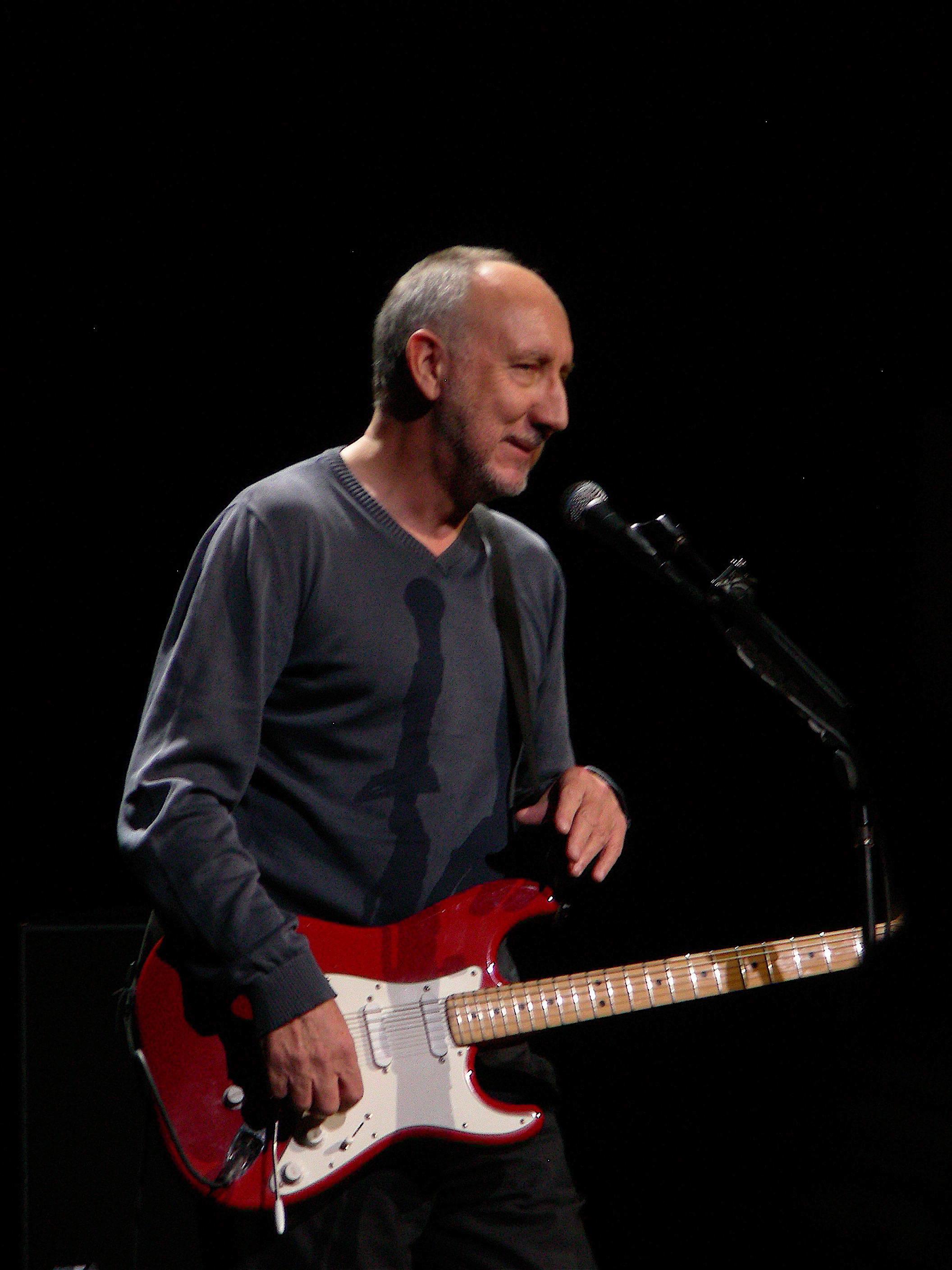
Pete Townshend nel 2008.

Townshend, riconosciuto a lungo come uno dei più dotati e poliedrici performers della musica rock, ha anche promosso una sua casa editrice e ha lavorato come editore per la Faber & Faber, che ha tra l'altro pubblicato nel 1985 il suo libro Horse's Neck, una raccolta di brevi racconti. Da sempre interessato alle nuove tecnologie, ha sfruttato e sfrutta il web come mezzo di espressione della sua vena artistica, pubblicando articoli e saggi disponibili ai fan. Per certi versi Townshend può addirittura esser considerato un pioniere, se non un profeta, di Internet, un cui primitivo modello ("the Grid") era già presente in Lifehouse, il progetto che stava dietro ai brani poi confluiti in Who's Next. Al tempo (parliamo dei primi anni Settanta) il pubblico non fu in grado di cogliere la genialità del progetto, che di troppo anticipava i suoi tempi, fatto sta che Townshend non fu in grado di rappresentarlo nella sua interezza (o quasi) se non trent'anni dopo, quando ebbe la tecnologia necessaria, raggiungendo via webcast la possibilità di un'audience globale.
Nel 1999 esce nelle sale cinematografiche il film Il gigante di ferro tratto dal musical The Iron Man del 1989 e di cui Pete Townshend è produttore esecutivo.
Cura un suo sito e un blog, su cui nel 2005 dà l'annuncio dell'uscita posticipata a data da destinarsi del tanto atteso nuovo album a firma The Who. Sul blog pubblica una novella, The Boy Who Heard Music, la cui trama si ricollega a Lifehouse e verrà trasposta musicalmente in Wire and Glass, mini-opera uscita prima come singolo e poi contenuta nel nuovo album, Endless Wire, il primo a ventiquattro anni di distanza da It's Hard, pubblicato nell'ottobre 2006 e promosso in un tour, già partito nell'estate dello stesso anno e conclusosi a luglio del 2007.
Con l'apertura del sito www.eelpie.com rende possibile l'acquisto di nuovo esclusivo materiale e delle Encore Series delle date del tour degli Who, nonché promuove aste di beneficenza vendendo effetti personali e quant'altro.
L'attività caritatevole sua e del gruppo non si limita a questo: per esempio c'è la partecipazione dei The Who al Live Aid nel 1985 e al Live 8 nel 2005; il gruppo è tra l'altro sempre presente agli show annuali del Teenage Cancer Trust, di cui Daltrey è presidente. Svariati a livello solista i concerti benefici già a partire dagli anni Settanta.
L'8 ottobre 2012 è uscita la sua autobiografia, denominata "Who I Am", edito da HarperCollins. Il libro, che ha ricevuto buone critiche sia dal mondo musicale, che da quello letterario è stato pubblicato in Italia da RCS nella collana Controtempo il 16 ottobre 2013 nella traduzione di Tommaso Labranca.

## Strumentazione

### Chitarre

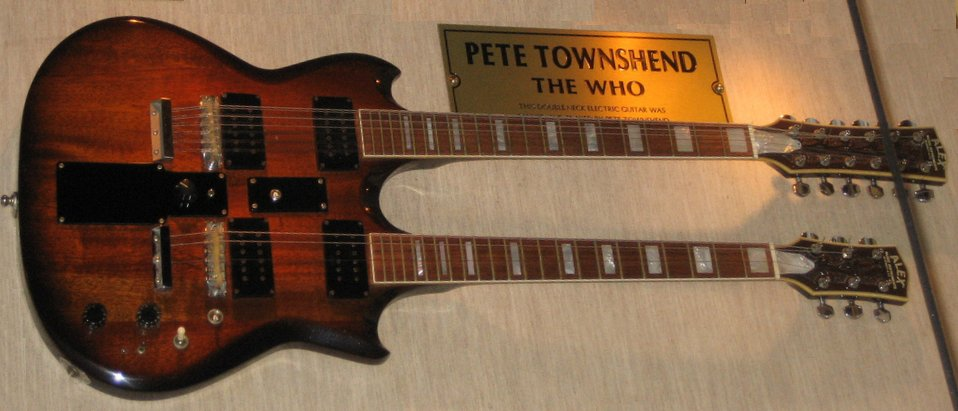
Chitarre di Pete Townshend - Hard Rock Cafe, San Francisco.

Durante la sua carriera da solista e la sua carriera con gli Who, Townshend ha suonato (e distrutto) una grande varietà di chitarre.
- Nei primi giorni, con i The Who, ha suonato in massima parte una Emile Grimshaw SS De Luxe, una Rickenbacker sei corde e una dodici corde semi-hollow (in particolare la Grimshaw con le classiche due buche). Tuttavia, come "distruttore di chitarre" da parte sua vennero sempre più utilizzate in concerto chitarre più durevoli e resistenti (e talvolta meno costose) da fracassare, come la Fender Stratocaster, Fender Telecaster e vari modelli di Danelectro. Nella famosa apparizione allo Smothers Brothers Comedy Hour nel 1967, ha utilizzato una Vox Cheetah, che ha utilizzato solo per quell'occasione in quanto è stata distrutta in mille pezzi da Townshend e dall'esplosione della batteria di Keith Moon.
- Nei tardi anni '60 ha iniziato a suonare Gibson SG quasi esclusivamente, in particolare il modello Special. Questa chitarra, grazie ai 4 volumi e al selettore, gli permetteva di gestire facilmente il volume e la distorsione ma soprattutto di saltare istantaneamente da una parte distorta a una parte pulita solo selezionando un altro pickup, impostato precedentemente con un volume più basso. Ha utilizzato questa chitarra a Woodstock e all'Isola di Wight, lo stesso nel Live at Leeds.
- Nel 1972 la Gibson ha cambiato il design del SG Special che Townshend stava usando, quindi ha iniziato a utilizzare altre chitarre. Per la maggior parte del 1970, ha usato delle Gibson Les Paul Deluxe, alcune con solo due mini-humbucker e altre modificate con un terzo pick-up nella posizione centrale (che era un DiMarzio Superdistortion/Dual Sound). Lo si può vedere con queste chitarre nel documentario The Kids Are Alright, anche se in studio ha spesso suonato una Gretsch 6120 del '59, ma più negli album Who's Next e Quadrophenia.
- Durante gli anni '80 ha usato principalmente Rickenbacker e un modello stile Telecaster costruito per lui da Schecter (marchio che ancora oggi propone un modello a lui dedicato) e vari altri liutai. Dai tardi anni '80, Townshend ha utilizzato la Signature Fender Stratocaster di Eric Clapton, con Lace-Sensor pickup, sia in studio che in tour. Alcune delle sue chitarre Stratocaster sono caratterizzate da un PowerBridge Fishman piezo pick-up per simulare il suono di una chitarra acustica. Questo sistema piezo è controllato da un volume dietro il ponte.
- Townshend ha utilizzato una serie di altre chitarre elettriche, comprese le varie Gretsch, Gibson e Fender. Ha anche utilizzato delle acustiche marca Guild, Takamine e Gibson J-200. Una Gretsch vintage gli è stata data da Joe Walsh.
- Ha anche utilizzato la Gibson ES-335, una delle quali ha donato per l'Hard Rock Cafe. Per un breve periodo nel 1968 Townshend ha anche utilizzato una Gibson EDS-1275, una Harmony Sovrano H1270 e una Fender XII per le sessioni di studio di Tommy.

Ci sono diverse Gibson signature di Townshend, come la SG Pete Townshend, la Pete Townshend J-200 e tre diverse Les Paul Pete Townshend Deluxe. Ci sono anche Signature della Rickenbacker in edizione limitata del 1997.
Egli ha sempre considerato i suoi strumenti come attrezzi del mestiere e ha, in questi ultimi anni, mantenuto i suoi più pregiati strumenti ben lontani dal palco dei suoi concerti. Questi includono un paio di Rickenbacker vintage e reissue, una Gretsch 6120, delle Gibson in edizione limitata reissue delle Les Paul Deluxe 1, 3 e 9 e la sua Signature Gibson SG Special Reissue.
Tra gli strumenti che ha conservato citiamo la sua preferita, una Fender Telecaster Vintage del 1952.

### Amplificatori

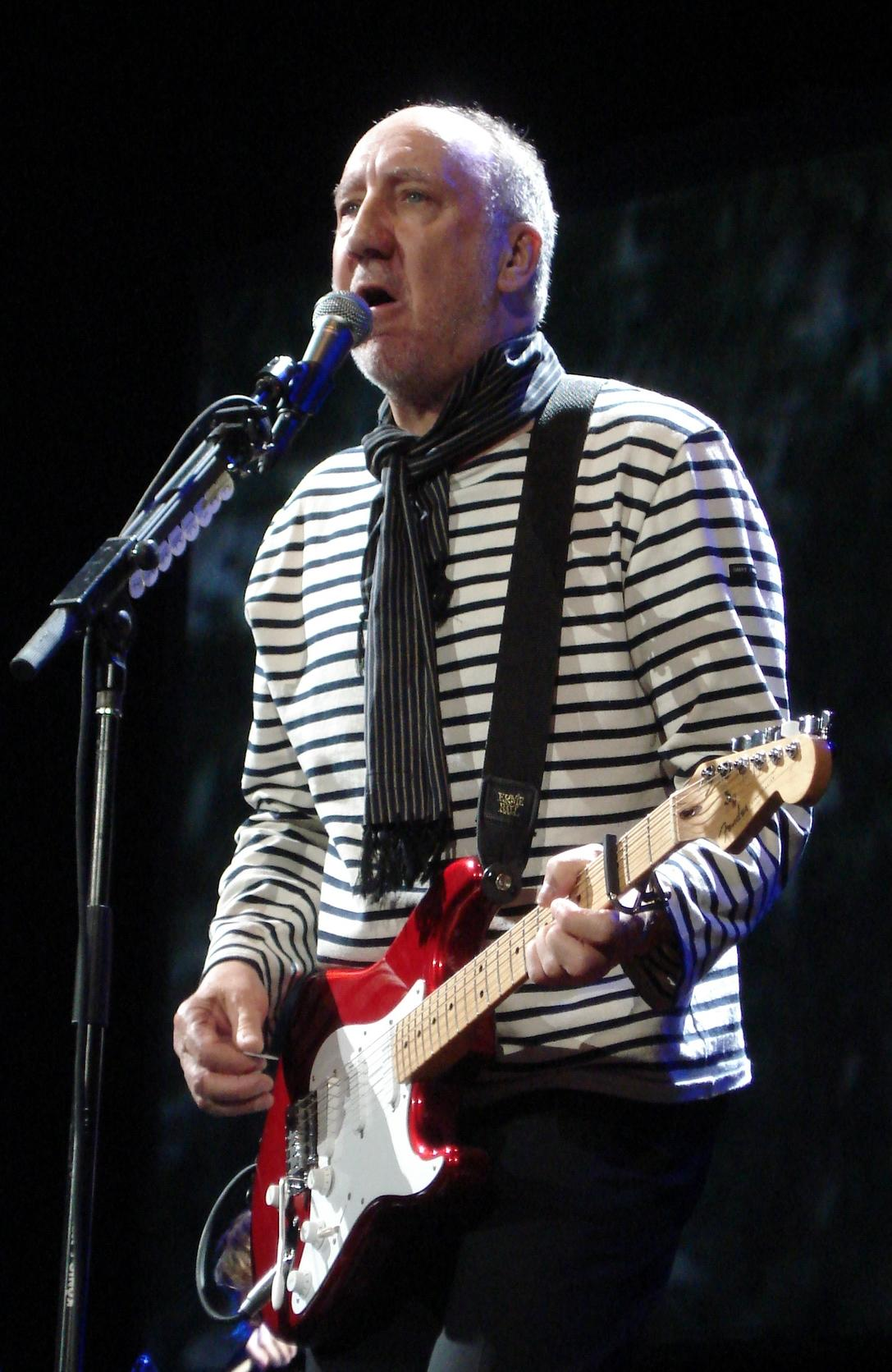
In concerto, nel 2008 con una Fender

Nel corso degli anni Pete Townshend ha utilizzato molti tipi di amplificatori, compresi Vox, Fender, Marshall, etc. ma per la maggior parte ha usato Hiwatt. Al tempo di Who's Next ha usato amplificatori Fender. Per un periodo la sua attrezzatura consisteva di quattro Fender Vibro-King e una testata Hiwatt che pilotava due 2x12" Hiwatt/Mesa Boogie customizzati.
Townshend negli ambienti rock di quegli anni fu uno dei primi utilizzatori di Marshall, che diventavano famosi proprio in quel periodo.
Egli ha anche ordinato diverse casse con otto altoparlanti che avevano la metà superiore del cabinet leggermente inclinata verso l'alto. Queste erano difficilissime da trasportare perché enormi e incredibilmente pesanti.
Su suggerimento di Townshend, Jim Marshall quindi tagliò il massiccio case in due casse separate che contenevano ognuna quattro altoparlanti da 12 pollici. Uno dei cabinet era inclinato verso l'alto da metà in su e potevano essere sovrapposti a due a due. Il "Marshall Stack" era nato e Townshend lo utilizzò in questi anni allo stesso modo degli Hiwatt.
Oggi il suo Set-Up di amplificatori di solito consiste di quattro amplificatori Fender vibro-King con i rispettivi cabinet.

### Effetti
Nei tardi anni '60 fu uno dei primi a usare gli effetti a pedale facendo un largo uso dell'Univox Fuzz che nei suoi concerti impostava al massimo per ottenere il tipico suono acido distorto di quegli anni. Questo distorsore gli consentiva di avere sustain infiniti accompagnati da molta presenza dello strumento (fondamentale per un gruppo come gli Who che aveva un solo chitarrista in live) ma soprattutto contribuì a renderlo uno dei "pionieri del feedback": infatti poteva ottenere (ovviamente a livelli di volume fuori dalla norma) tutta una serie di ritorni di suono a seconda della sua posizione rispetto agli amplificatori soltanto sfiorando una corda.
Nel 2006 Townshend aveva una pedaliera progettata da Pete Cornish. Questa probabilmente è composta da un compressore, un vecchio Boss OD-1 overdrive e da un T-Rex Replica Delay.

## Discografia

### Con The Who
- 1965 - My Generation (l'edizione USA è intitolata The Who Sings My Generation)
- 1966 - A Quick One
- 1967 - The Who Sell Out
- 1969 - Tommy
- 1971 - Who's Next
- 1973 - Quadrophenia
- 1975 - The Who by Numbers
- 1978 - Who Are You
- 1981 - Face Dances
- 1982 - It's Hard
- 2006 - Endless Wire
- 2019 - WHO

### Da solista
Album in studio
- 1972 - Who Came First
- 1977 - Rough Mix (con Ronnie Lane)
- 1980 - Empty Glass
- 1982 - All the Best Cowboys Have Chinese Eyes
- 1985 - White City: A Novel
- 1989 - The Iron Man: A Musical
- 1993 - Psychoderelict

Album dal vivo
- 1986 - Deep End Live!
- 1999 - A Benefit for Maryville Academy
- 2000 - Live: Sadler's Wells
- 2000 - Live: The Empire
- 2000 - Live: The Fillmore
- 2001 - Live: La Jolla 22/06/01
- 2001 - Live: La Jolla 23/06/01
- 2001 - The Oceanic Concerts (con Raphael Rudd)
- 2003 - Live: Bam 1993
- 2004 - Live: Brixton Academy '85

EP
- 2001 - O' Parvardigar

Raccolte
- 1983 - Scoop
- 1987 - Another Scoop
- 1996 - The Best of Pete Townshend
- 2000 - Lifehouse Chronicles
- 2000 - Lifehouse Elements
- 2001 - Scoop 3
- 2001 - Jai Baba
- 2002 - Scooped
- 2005 - Anthology
- 2015 - Truancy: The Very Best of Pete Townshend

## Libri
- Who I am, Rizzoli editore, 2013 ISBN 978-88-586-6024-9.